# Aldi
Cet article possède des paronymes, voir Aldii et Aldis.
Aldi (abréviation d’ALbrecht-DIskont) est une chaîne de supermarchés hard-discount allemande, présente dans 18 pays avec un réseau de plus de 12 000 magasins, qui réalise un chiffre d'affaires de plus de 100 milliards d'euros en 2022.
Le groupe est une entreprise familiale, fondée en 1913 dans un quartier populaire à Essen par Anna Albrecht qui a tenu une petite épicerie jusqu'à la fin de la Seconde Guerre mondiale. Après la Seconde Guerre mondiale, ses deux fils prennent en main le magasin familial, et le développent progressivement en chaîne internationale.

## Histoire

### Origines

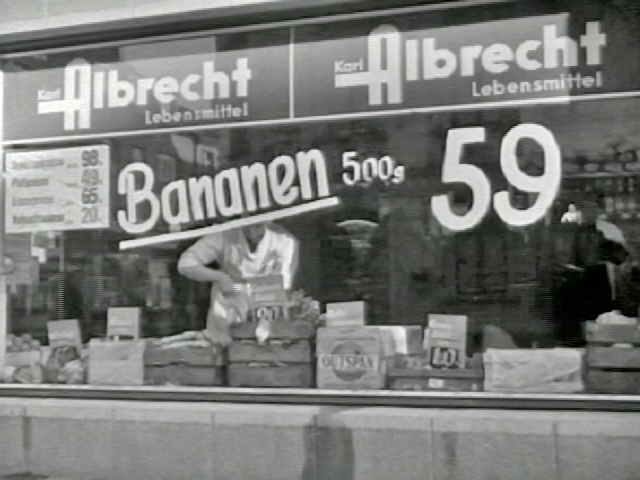
Vitrine du magasin Albrecht à Essen, Allemagne, 1958.

Après la fin de la Seconde Guerre mondiale, dans une Allemagne faisant face à la pénurie, les deux jeunes frères Albrecht, Theodor et Karl, décident d'adapter la boutique familiale fondée en 1913 à Essen-Schonnebeck en proposant une gamme limitée de produits à très bas prix. Leur entreprise rencontre un succès immédiat,.
Le tournant a lieu dans les années 1980, avec le développement de produits non alimentaires, comme les premiers ordinateurs d'entrée de gamme, et le développement au niveau international.
Sa devise est : « Une qualité supérieure, des prix inférieurs » (« Qualität ganz oben, Preise ganz unten »). En France, le slogan actuel de l'enseigne est : « La meilleure qualité à prix discount ». En Belgique, le slogan actuel est « Le choix malin ».
On attribue à la mère des deux hommes d'affaires la phrase suivante : « plus les gens vont mal et mieux nous nous portons » (« Je schlechter es den Leuten geht, desto besser geht es uns. ») mais aucune source ne peut le confirmer.

## Un groupe, deux sociétés

Répartition du groupe Aldi en Allemagne.

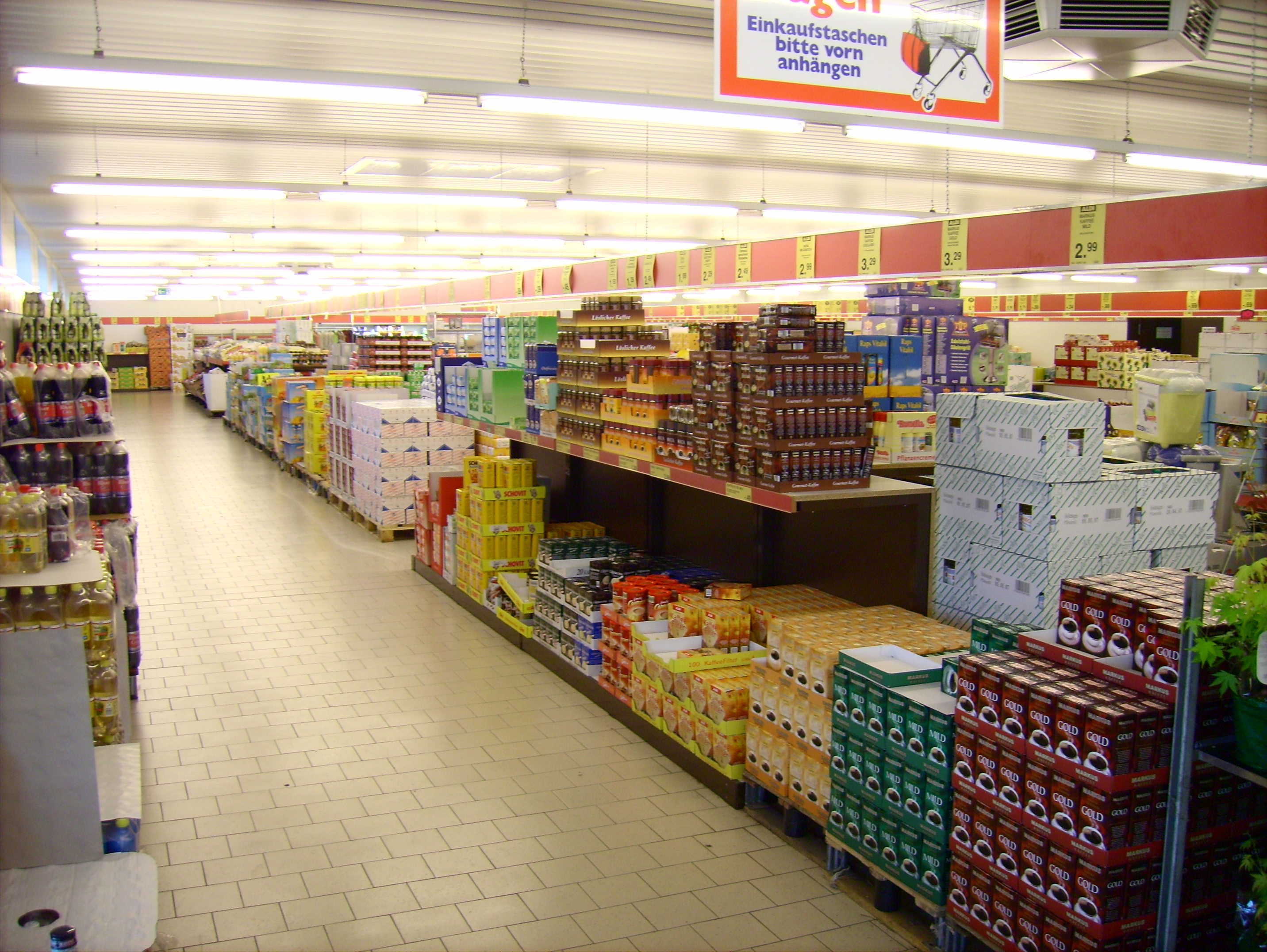
Intérieur d'un ALDI situé à Dortmund en Allemagne.

L'entreprise Aldi dirige de par le monde environ 8 078 magasins. Un nouveau magasin ouvre chaque semaine pour la seule Grande-Bretagne en 2008.
Le groupe Aldi est en fait divisé en deux sociétés, Aldi-Nord et Aldi-Süd, les frères s'étant réparti le territoire allemand (puis les différentes filiales étrangères) entre eux à cause d'un désaccord sur la vente ou non de cigarettes aux caisses. Chaque société a sa propre identité, mais les deux frères prennent toujours les décisions en commun. Ainsi, en 1961, Theo s'approprie le nord de l'Allemagne fédérale et propose dans ses points de vente le tabac, tandis que Karl fonde la filiale Aldi-Süd et prend sous son égide les points de vente du sud du pays.
Par la suite, avec l'expansion du groupe au niveau international, les deux frères se divisent les régions du monde entre eux. Theo (via Aldi-Nord) dirige les filiales belge, danoise, espagnole, française, luxembourgeoise, néerlandaise, polonaise, tandis que Karl (via Aldi-Süd) s'occupe lui de l'Autriche, de la Suisse et du monde anglo-saxon (Australie, États-Unis, Irlande, Royaume-Uni). Aldi-Süd est en pleine expansion en Suisse où le premier magasin ouvre en 2005. Les marchés hongrois et grec sont les prochains pays visés pour le développement du groupe, à partir de 2007.
Tandis qu'Aldi-Nord a de longue date renommé ses filiales néerlandaises et belges Combi et Lansa sous les noms Aldi Markt et Aldi Marché, Aldi-Süd essaye de garder une apparence régionale. Ainsi Aldi-Süd nomme ses points de vente Aldi-Süd en Allemagne, Aldi Suisse en Suisse et Hofer en Autriche et en Slovénie.
En juillet 2019, les deux sociétés annoncent fusionner leurs produits de marque de distributeur d'ici à fin 2020, et vouloir unifier les offres promotionnelles.
En septembre 2019, la filiale française d'Aldi annonce entrer en négociation avec le groupe Casino pour lui racheter sa filiale discount Leader Price. En mars 2020, les deux distributeurs annoncent la signature d'un accord, pour la cession de 567 magasins sur les 656 magasins Leader Price et ainsi que d’entrepôts de l'enseigne, pour 735 millions d’euros. Casino garde la marque Leader Price, ainsi que les magasins en franchise. L’opération est validée par les autorités de la concurrence fin 2020.

### Répartition géographique

Zones d'activités de Aldi-Nord (bleu) et de Aldi-Süd (orange) en Europe.

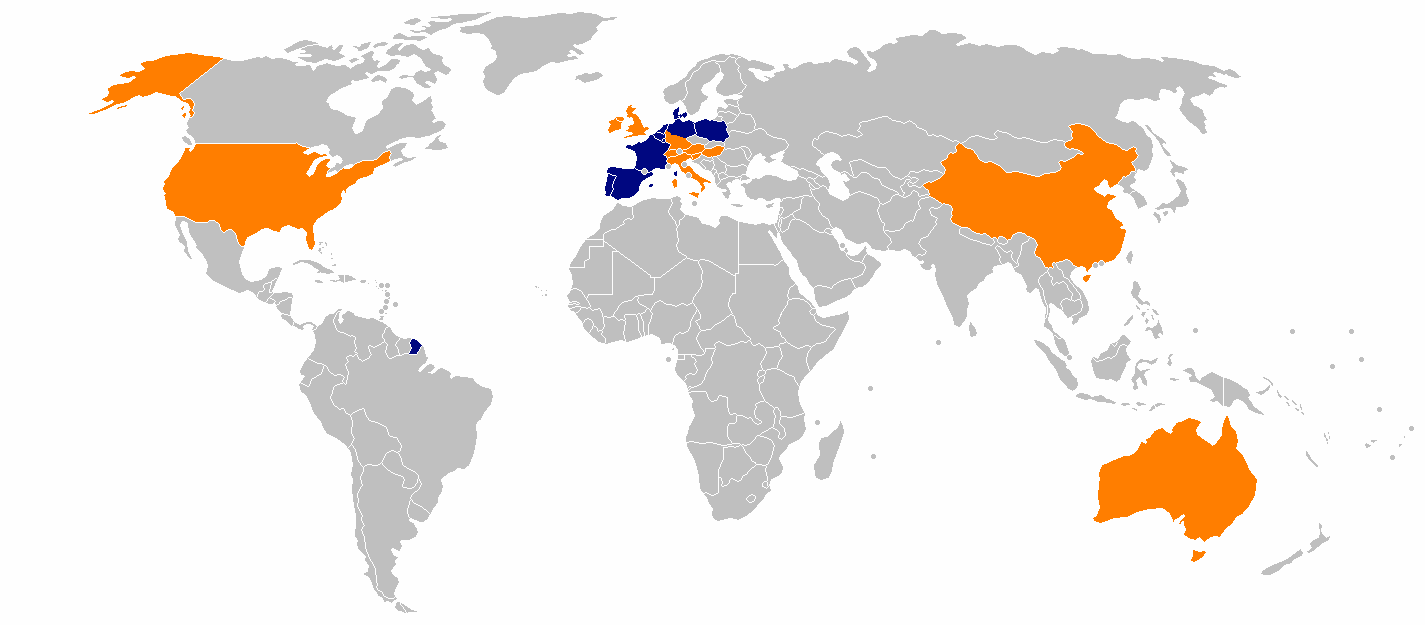
Zones d'activités de Aldi-Nord (bleu) et de Aldi-Süd (orange) dans le monde.

| Pays                            | Nom                             | Société Aldi                    | Depuis                          | Points de vente |
| ------------------------------- | ------------------------------- | ------------------------------- | ------------------------------- | --------------- |
| Allemagne                       | Aldi                            | Nord                            | 1961                            | 2 236           |
| Allemagne                       | Aldi                            | Süd                             | 1961                            | 2 034           |
| Australie                       | Aldi                            | Süd                             | 2001                            | 599             |
| Autriche                        | Hofer                           | Süd                             | 1962                            | 538             |
| Belgique                        | Aldi                            | Nord                            | 1976                            | 440             |
| Chine                           | Aldi                            | Süd                             | 2019                            | 60              |
| Espagne                         | Aldi                            | Nord                            | 2002                            | 453             |
| États-Unis                      | Aldi                            | Süd                             | 1976                            | 2 329           |
| France                          | Aldi                            | Nord                            | 1988                            | 1 321           |
| Hongrie                         | Aldi                            | Süd                             | 2008                            | 163             |
| Irlande                         | Aldi                            | Süd                             | 1998                            | 163             |
| Italie                          | Aldi                            | Süd                             | 2018                            | 187             |
| Luxembourg                      | Aldi                            | Nord                            | 1991                            | 17              |
| Pays-Bas                        | Aldi                            | Nord                            | 1977                            | 488             |
| Pologne                         | Aldi                            | Nord                            | 2008                            | 251             |
| Portugal                        | Aldi                            | Nord                            | 2006                            | 122             |
| Royaume-Uni                     | Aldi                            | Süd                             | 1989                            | 1 045           |
| Slovénie                        | Hofer                           | Süd                             | 2004                            | 91              |
| Suisse                          | Aldi Suisse                     | Süd                             | 2005                            | 235             |
| Total des magasins Aldi-Nord    | Total des magasins Aldi-Nord    | Total des magasins Aldi-Nord    | Total des magasins Aldi-Nord    | 5 282           |
| Total des magasins Aldi-Süd     | Total des magasins Aldi-Süd     | Total des magasins Aldi-Süd     | Total des magasins Aldi-Süd     | 7 443           |
| Total de tous les magasins Aldi | Total de tous les magasins Aldi | Total de tous les magasins Aldi | Total de tous les magasins Aldi | 12 725          |

## La méthode commerciale

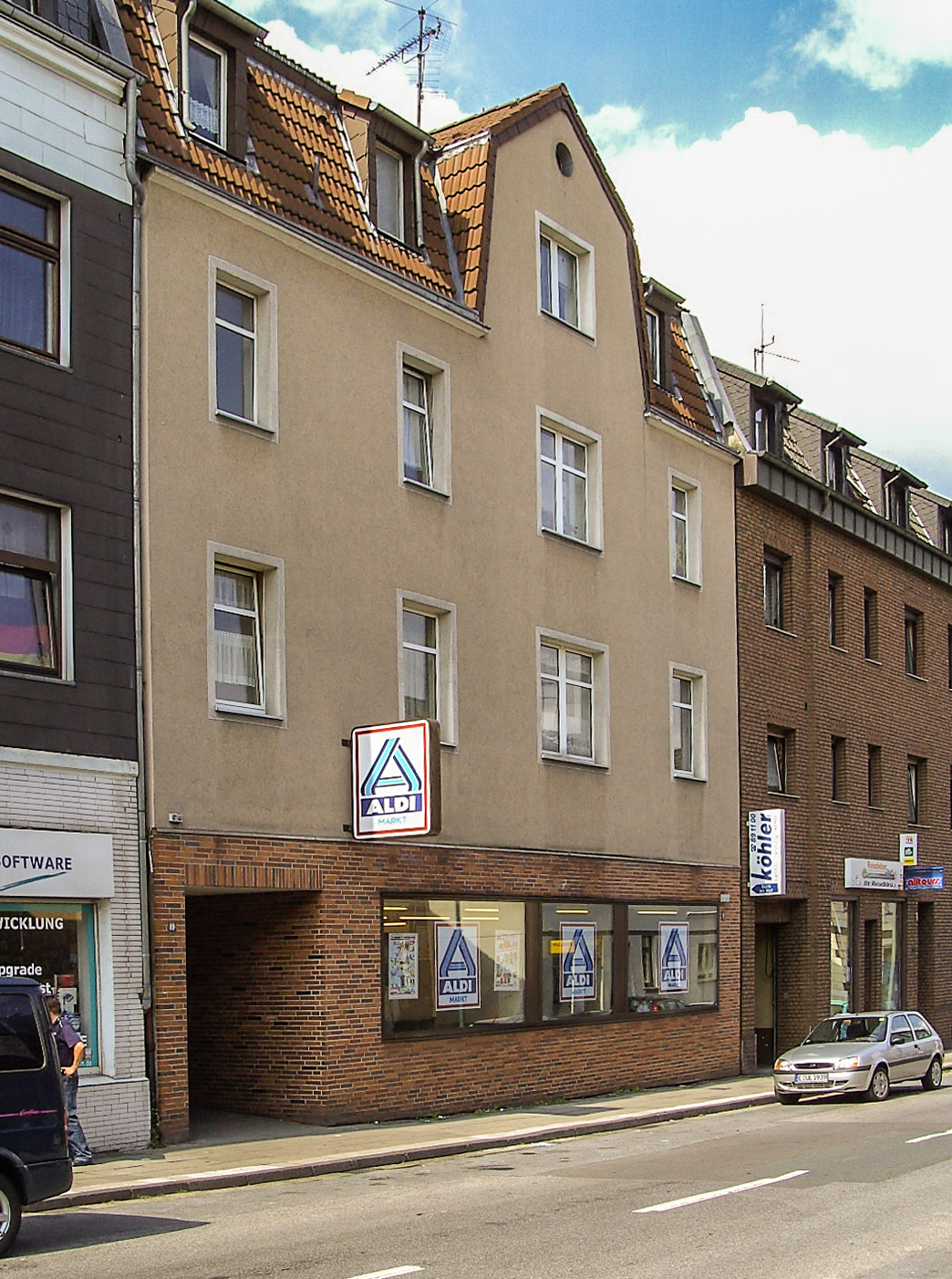
Premier magasin ALDI à Essen, Allemagne
(photo prise le 4 septembre 2006).

À son commencement, ALDI a réussi à réduire les coûts en mettant en application quelques principes : un choix en rayon limité, avec 800 références ou plus dans les magasins, peu de produits frais et uniquement des marques distributeur, pour augmenter les marges. Toutefois, en 2012, Aldi change de stratégie et décide de commercialiser certaines grandes marques à fort degré de notoriété.

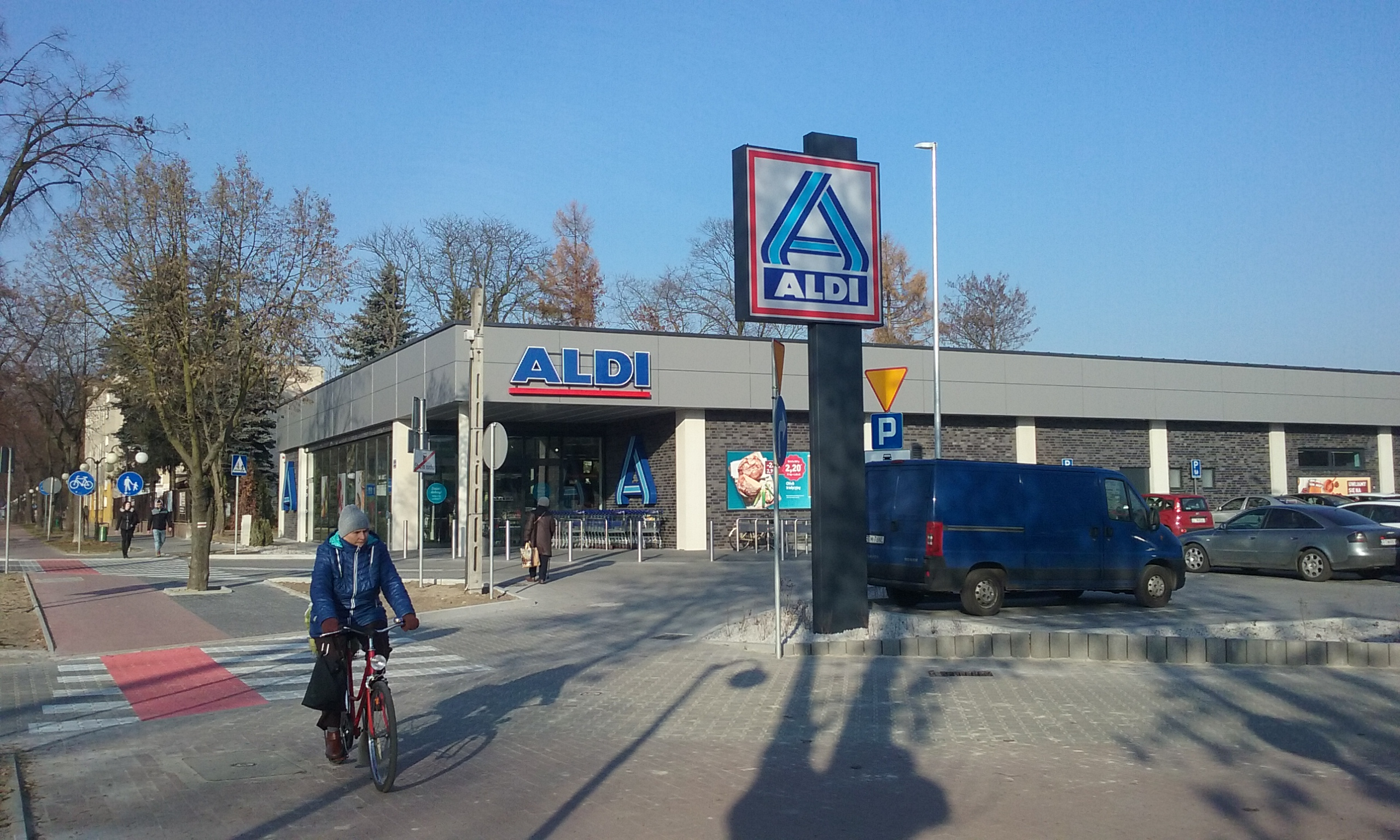
Magasin ALDI à Tomaszów Mazowiecki en Pologne.

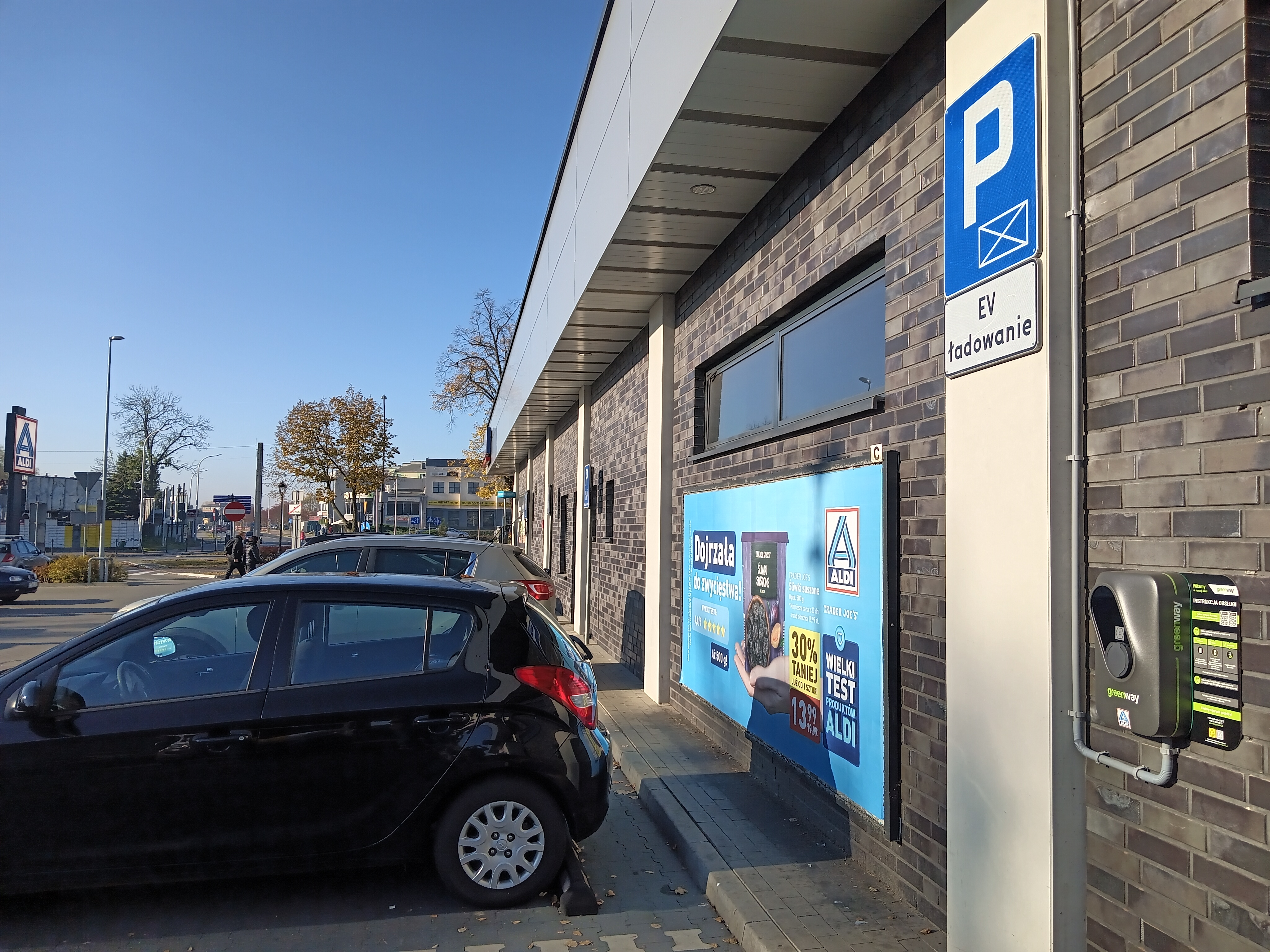
Station de recharge pour véhicules électriques sur le mur d'Aldi Nord, Pologne

ALDI doit également son succès commercial à des coûts salariaux abaissés à leur minimum. Les produits sont présentés bruts sur les rayonnages, à la manière d'un entrepôt, réduisant ainsi les frais de mise en place ; leur répartition et leur disposition sont fixées à la lettre et ne changent jamais, permettant également une réduction des coûts de présentation ; les caissiers et caissières doivent également mettre les produits en place et nettoyer le magasin.
Le système de management est très pyramidal, chaque centrale régionale est indépendante (sous forme de SARL). Celle-ci est dirigée par un directeur-gérant, chapeautant plusieurs responsables de ventes (RV) disposant de plusieurs responsables de secteur (RS), qui contrôlent les magasins et les responsables de magasins (entre six et huit). Les magasins sont « gérés » par des responsables de magasins (RM) et un adjoint-responsable (AM), le personnel du magasin, collaborateurs (COLL) sont au nombre de deux minimum et davantage selon l'importance du magasin.
La chaîne tire aussi ses coûts vers le bas en proposant un aménagement très sobre à ses clients. Celui-ci est réduit au strict minimum : un sol, un toit, et des rayonnages. La recherche de l'économie se voit même jusqu'aux caisses où les deux frères avaient l'habitude jusqu'en 2004 de ne pas placer de lecteur de codes-barres : les salariés devant apprendre par cœur les codes de tous les produits. Depuis l'introduction de ces équipements dans les magasins, l'emballage des produits est réalisé de telle façon que les employés commerciaux n'aient pas à tourner le produit dans tous les sens : des cadres blancs à rayures noires sont imprimés sur la plupart des faces des emballages.
Enfin, aucune dépense inutile de communication n'est engagée. Le budget de promotion de la chaîne est quasiment inexistant. Le groupe se contente de faire diffuser dans les journaux allemands une annonce très simple, dénommée « ALDI informe » ((de) ALDI informiert) ne comprenant que quelques prix associés à leurs produits ; ceci nécessitant un faible budget publicitaire.
Selon une enquête du Spiegel en 2012, l'entreprise réduit ses coûts et réalise d'importants profits par la surveillance permanente et par une organisation très rigide qui contrôle chaque détail. Elle licencie les employés qui ne sont pas assez flexibles ou qui ne sont pas suffisamment conformes à son modèle. Elle impose également les prix à ses fournisseurs et utilise des caméras pour surveiller les salariés et les clients.

## Réputation

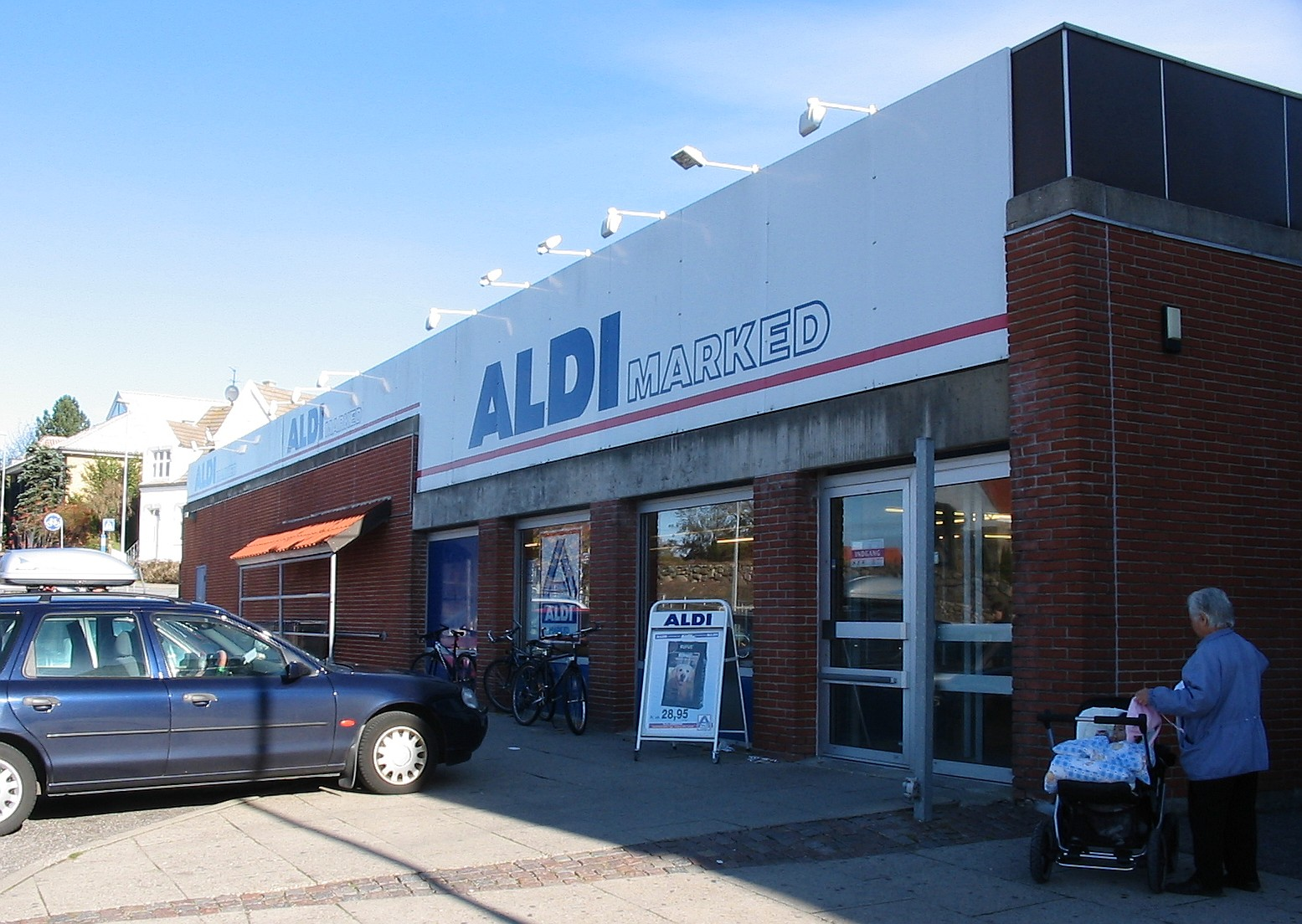
Un Aldi à Hjørring, au Danemark.

À l'origine, la réputation d'Aldi en Allemagne n'était pas excellente, mais l'absence de problème sanitaire, le développement des magasins en a fait, avec son concurrent Lidl, le lieu incontournable des produits alimentaires et de droguerie de base de l'ensemble de la société allemande. Les clients d'Aldi au départ étaient quant à eux perçus comme faisant partie des classes populaires qui n'avaient pas les moyens de faire leurs courses ailleurs. Cependant, cette mauvaise image ne semblait pas affecter les profits d'Aldi. Au fur et à mesure, de nombreux consommateurs allemands ont découvert que cette réputation était injustifiée, l'enseigne devenant bientôt fréquentée par tous, classe moyenne et même foyers aisés. Ce changement dans la perception du public a été stimulé par des actions telles qu'une série de livres de recettes utilisant uniquement des ingrédients Aldi, ce qui a entrainé l'émergence d'une sorte de fandom d'Aldi. C'est ce qu'on peut voir avec des livres tels que Aldidente dont les recettes ne contiennent que des ingrédients trouvés chez Aldi, ou avec le Newsgroup allemand de.alt.fan.aldi.
Au Royaume-Uni, bien qu'Aldi soit toujours un petit acteur de la grande distribution avec une part de marché de 7,6 % en 2018, son importance de même que celle de son concurrent Lidl est croissante. Aldi y mène une politique de recrutement agressive en ce qui concerne le personnel de management dans des institutions britanniques prestigieuses telles que l'université de Warwick.
Aux États-Unis, les deux sociétés Aldi opèrent parallèlement. D'une part Aldi-Sud exploite l'enseigne Aldi, tandis qu'Aldi-Nord exploite l'enseigne Trader Joe's, du nom d'une chaîne préexistante et rachetée par Theo Albrecht. Trader Joe's a un positionnement marketing plutôt élitiste. Comme la plupart des supermarchés américains, les magasins Trader Joe's dans de nombreux États américains acceptent les cartes de crédit de l'assistance publique comme moyen de paiement. A l'instar de ses principaux concurrents aux États-Unis, Save-A-Lot et Price Rite (en), ils sont parmi les rares entreprises à avoir bénéficié de la hausse du prix du pétrole depuis 2003 du fait leurs politiques de prix bas.
Dans plusieurs régions d'Australie, Aldi a comblé le vide dans le commerce des supermarchés discounts qu'avait entraîné la disparition progressive de la populaire chaîne de supérettes Franklins (en) entre 2000 et 2010, à l'exception de l'État de Nouvelle-Galles du Sud. Par exemple dans le Queensland, Aldi a pour but d'avoir cinquante magasins avant la fin de l'année 2008, répartis dans les secteurs où la population est d'environ 20 000 habitants. Le 17 décembre 2008, Aldi a ouvert son 200e magasin australien, ceux-ci étant situés dans les États de Victoria, Nouvelle-Galles du Sud et Queensland.

## Sponsoring
Début janvier 2021, Aldi se lance dans le sponsoring sportif en prêtant son nom à trois marques d'e-sport. Ainsi, Aldi s'engage avec les équipes de Team Vitality, Solary, Gentlemates, ainsi qu'avec la ligue française de League of Legends.

## Évolutions des logotypes

### Aldi Nord

Logo d'Aldi Nord.
Logo alternatif d'Aldi Nord.

### Aldi Süd

Logo d'Aldi Süd de 1983 à 2006.
Logo d'Aldi Süd de 2006 à 2017.
Logo d'Aldi Süd depuis 2017.

### Hofer
Hofer est une déclinaison d'Aldi Süd en Autriche et en Slovénie.

Logos d'Hofer
Ancien logo d'Hofer
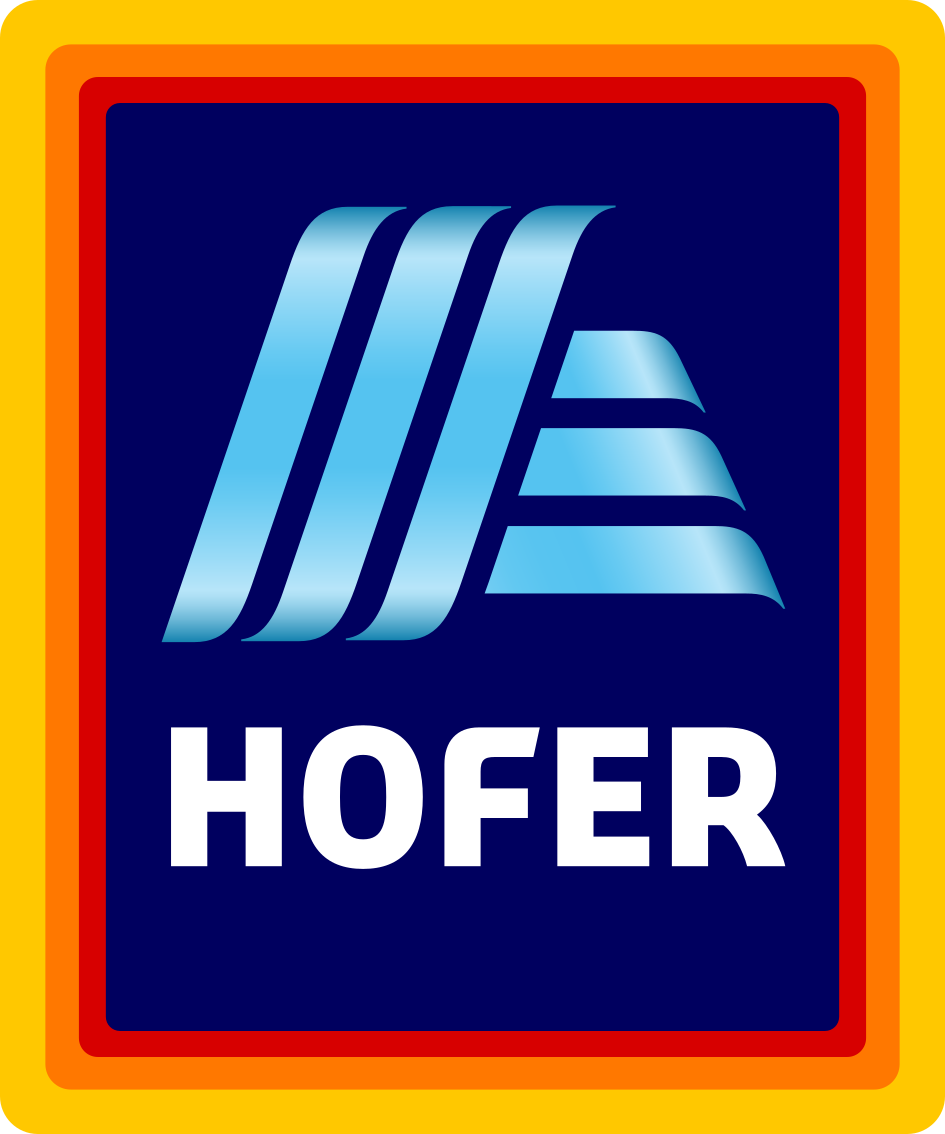
Logo actuel d'Hofer